# Schizophthirus
Schizophthirus – rodzaj wszy należący do rodziny Hoplopleuridae, pasożytujące na gryzoniach z rodzin: popielicowate (Gliridae), skoczkowate (Dipodidae) powodując chorobę zwaną wszawicą.
Gatunki należące do tego rodzaju nie posiadają oczu. Antena składa się z 5 segmentów bez wyraźnego dymorfizmu płciowego. Przednia para nóg jest wyraźnie mniejsza i słabsza, zakończona słabym pazurem. Środkowa para nóg jest anatomicznie tej samej budowy jak tylna para lecz większa.
Schizophthirus stanowią rodzaj składający się obecnie z 9 gatunków:
- Schizophthirus aethogliris (Kuhn & Ludwig, 1965)
- Schizophthirus dryomydis (Blagoveshtchensky, 1965)
- Schizophthirus gliris (Blagoveshtchensky, 1965)
- Schizophthirus graphiuri
- Schizophthirus jaczewskii (Cais, 1974)
- Schizophthirus pleurophaeus
- Schizophthirus sicistae (Blagoveshtchensky, 1965)
- Schizophthirus similes (Blagoveshtchensky, 1965)
- Schizophthirus singularis (Sosnina, 1984)